# Miranda de Ebro
Miranda de Ebro er en by i det nordlige Spanien, der gennemløbes af floden Ebro. Det er den næststørste by i provinsen Burgos. Indbyggertallet er ca. 40.000.